# Rachunia
Rachunia, monotipski biljni rod iz porodice gesnerijevki. Jedina vrsta je R. cymbiformis iz Tajlanda

## Opis
Rachunia je novi rod Gesneriaceae iz Tajlanda, opisan je s jednom vrstom, Rachunia cymbiformis. Njegov odnos s ostatkom podplemena Didymocarpinae istražuje se kroz filogenetsku studiju temeljenu na Bayesovom zaključku i štedljivoj analizi nuklearnih ITS i plastidnih sekvenci trnL-trnF (intron-spacer). Morfološki, Rachunia se razlikuje od srodnih rodova Codonoboea po velikim braktejama u obliku čamca i ortokarpnom naspram plagiokarpnom plodu; od Microchirita po brakteji, žilaste naspram mesnate stabljike, zvonastog naspram cjevastog vjenčića i klavatna naspram hiritoidna stigma (dvousna stigma sa smanjenom gornjom usnom i donja dvorežnjevita), i od Henckelije klavatna naspram hiritoidne stigme, u obliku čamca velike brakteje u cvatu, slobodni i prekalpajući čašični listovi, kratki i zvonasti vjenčić, klavatna stigma, i relativno robustan ortokarpni plod.